# Comitato di indirizzo per la valutazione della ricerca
Il Comitato di indirizzo per la valutazione della ricerca (CIVR) quale comitato di indirizzo per la valutazione della ricerca, istituito presso il Ministero dell'Istruzione, dell'Università e della Ricerca con il compito di definire i criteri generali per le attività di valutazione dei risultati della ricerca scientifica e di promuovere la sperimentazione di nuove metodologie di valutazione, a sostegno della qualità della ricerca scientifica nazionale.

## Istituzione ed organizzazione
L'istituzione è prevista dall'art. 5 decreto legislativo 5 giugno 1998 n. 204, come modificato dall'art. 11 del d.lgs. 29 settembre 1999 n. 381.
Con decreto 24 novembre 1999, il MURST ne ha disciplinato l'organizzazione e il funzionamento.
Successivamente l'art. 2, comma 141, del decreto-legge 3 ottobre 2006, n. 262, convertito dalla l. 24 novembre 2006, n. 286, ha previsto la soppressione del CIVR.